# 4-Nonanol
4-Nonanol ist eine chemische Verbindung aus der Gruppe der Alkohole, genauer der chiralen Alkohole.

## Eigenschaften
4-Nonanol ist eine farblose Flüssigkeit, die praktisch unlöslich in Wasser ist.